# Carlos Engler
Carlos Engler ou Karl von Engler (Viena, 1800 — Itu, 18 de setembro de 1855) foi um médico e naturalista austríaco radicado no Brasil.
Veio para o Brasil em 1821. Residiu vários anos em Itu, onde trabalhou como médico, atendendo os doentes de hanseníase. Conheceu em Itu, em 1825, o também naturalista Georg Heinrich von Langsdorff, a quem sugeriu realizar a viagem pelo rio Tietê, até Cuiabá.
Um de seus filhos, também chamou-se Carlos e formou-se médico em Bruxelas, clinicando em Itu.
Possuía em casa uma razoável biblioteca, um gabinete de física e um laboratório, além de instrumentos de astronomia.